# Bamenda III
Bamenda III (ou Bamenda 3e) est une commune d'arrondissement de la communauté urbaine de Bamenda, département de la Mezam dans la région Nord-Ouest du Cameroun. Elle a pour chef-lieu le quartier de Nkwen.

## Géographie
La commune s'étend sur la partie nord-est de la Communauté urbaine de Bamenda, à la fois en zones urbaine, péri-urbaine et rurale. Elle est traversée par la route nationale 11 (axe Bamenda-Ndop).
|            | Bafut       | Tubah |
| Bamenda II | Bamenda III | Tubah |
|            | Bamenda I   | Tubah |

## Histoire
La commune d'arrondissement de Bamenda III est créée en 2007, comme une des trois subdivisions de la Communauté urbaine de Bamenda.

## Administration
Elle est dirigée par un maire depuis 2007.
| Période     | Identité                 | Parti | Notes |
| ----------- | ------------------------ | ----- | ----- |
| depuis 2010 | Fongu Cletus Tanwe       | SDF   |       |
| 2007 - 2010 | Prince Pius Ngwa Amandou | SDF   |       |

## Chefferies traditionnelles
L'arrondissement de Bamenda 3e est d'une chefferie de 2e degré et de une chefferies de 3e degré :
- Chefferie Nkwen, 2e degré
- Chefferie Ndzah, 3e degré

## Quartiers
La commune est divisée en 3 groupements de Bamenda Town, Nkwen, Ndzah.

### Bamenda Town
- Bayelle I
- Bayelle II
- Bayelle III
- Mugheb
- Nkwasi
- Ntaghem
- Ntahbru
- Ntakikah
- Ntenefor
- Sisia I
- Sisia II
- Mbesoh
- Bayelle IIA
- Ntenefor Nkwen

### Ndzah
- Ndzah

### Nkwen
- Alalie
- Atiela
- Atienta
- Bayelle Manda
- Bujong
- Futru I
- Futru II
- Manka
- Mante-Ntente
- Mbefi
- Mbelem
- Mbesoh
- Mbung
- Menjung
- Mubang
- Munka
- Nchang
- Njenefor
- Nketesoh
- Nkwenjang
- Ntasen
- Ntefinki
- Ntilla
- Tubah
- Ntatubuh
- Ntahkekah

## Population
Le recensement de 2005 relève une population de 110 253 habitants dont 91 852 habitants pour la zone urbaine de Bamenda Town. 

## Santé
- St Louis Clinic

## Cultes
La population de Bamenda III se répartit en trois groupes religieux, les religions traditionnelles, les chrétiens et les musulmans. Les paroisses protestantes sont représentées par : All Saints Parish de Bayelle, Ntamulung PCC, Jubilee Gospel Centre.

## Économie
- Nkwen Market

## Sports
- Terrain de football du CS Bayelle

## Culture
La ville organise un festival du patrimoine des arts et de la culture, (Festival Heritage Of Arts and Culture, FEHACU)